# Brenndolden
Die Brenndolden (Cnidium) sind eine Pflanzengattung innerhalb der Familie der Doldenblütler (Apiaceae).

## Beschreibung

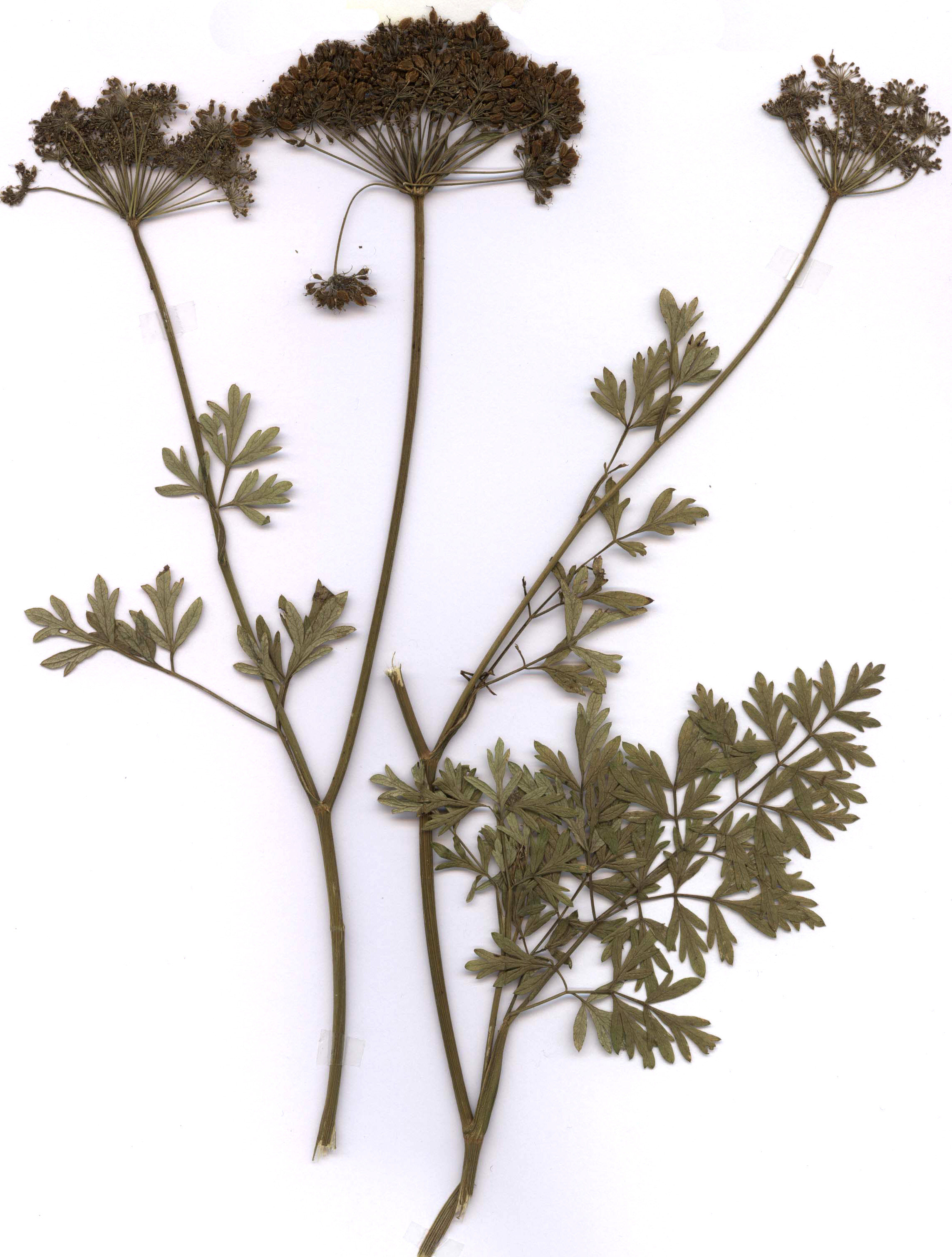
Herbarmaterial der Silaublättrigen Brenndolde (Cnidium silaifolium)

Bei Cnidium-Arten handelt es sich um meist ausdauernde, manchmal auch zwei- oder selten einjährige krautige Pflanzen. Sie bilden normalerweise einen, seltener mehrere, schlanke Stängel.
Die wechselständig angeordneten Laubblätter sind in Blattscheide, Blattstiel und Blattspreite gegliedert. Die Grundblätter sind zwei- bis drei- oder ein- bis zweifach gefiedert, wobei die Endfiederabschnitte meist recht schmal, lineal-lanzettlich, linealisch oder verkehrt-eiförmig sind. Die Spreiten der Stängelblätter sind nach und nach reduziert, kleiner, und sitzen auf einer erweiterten Blattscheide.
Die end- und seitenständigen, lang gestielten, 6- bis 15- (bis 20)-strahligen Doppeldolden enthalten viele Blüten. Die linealischen oder lanzettlichen Hüllblätter stehen zu mehreren und fallen bei den meisten Arten nicht ab. Auch mehrere linealische Hüllchenblätter existieren. Die Blüten sind zwittrig. Kelchblätter fehlen meistens; ab und zu sind sie vorhanden, aber winzig. Die weißen oder rötlich überlaufenen Kronblätter sind an ihrer Basis keilförmig verschmälert sowie am oberen Ende gekerbt und genau in der Kerbe geht ein eingekrümmter, schmaler Lappen ab.
Die länglich-eiförmigen bis rundlichen, leicht abgeflachten Früchte besitzen fünf schwach geflügelte Rippen, wobei die seitlichen Rippen meist etwas breiter sind.

## Standorte

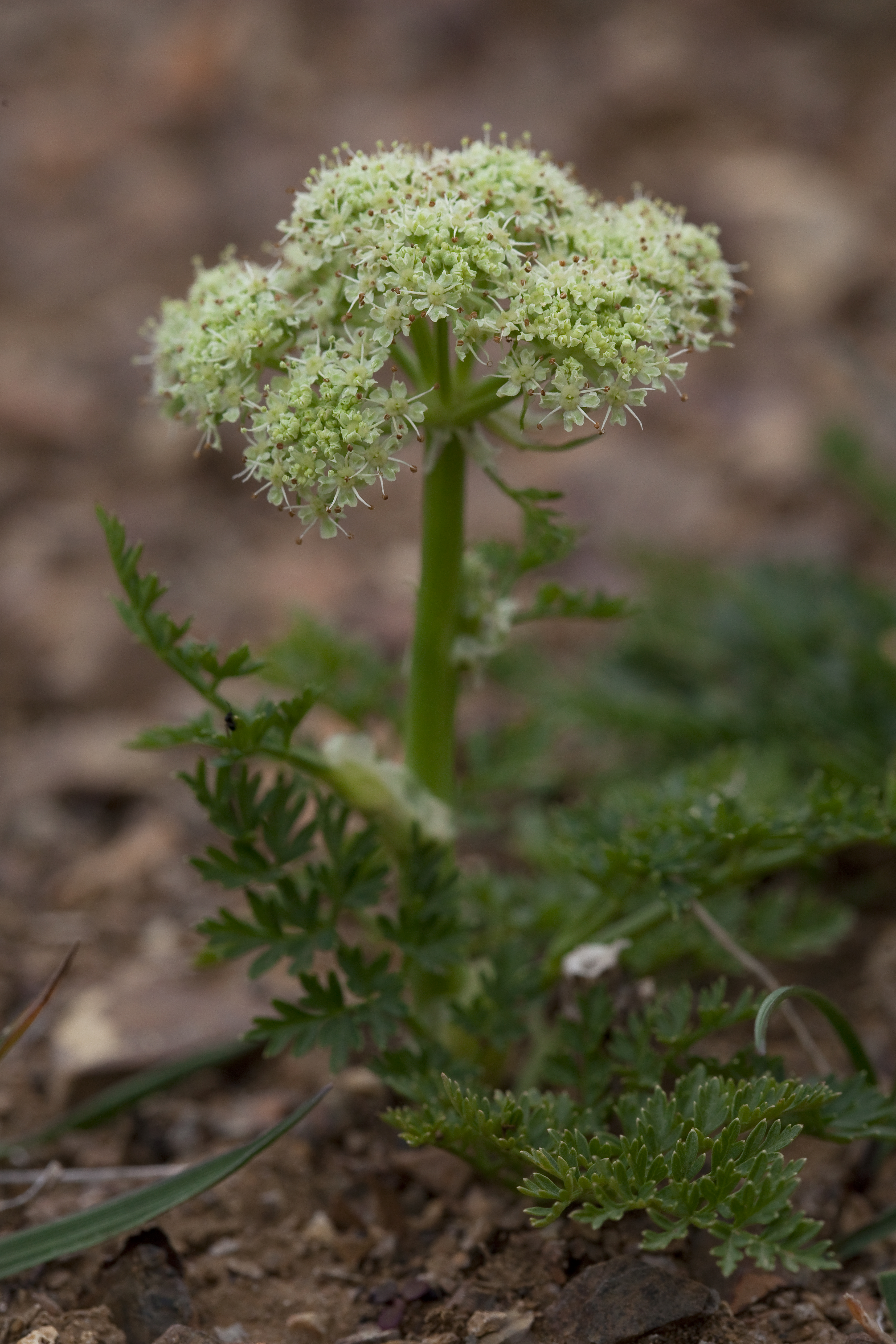
Cnidium cnidiifolium

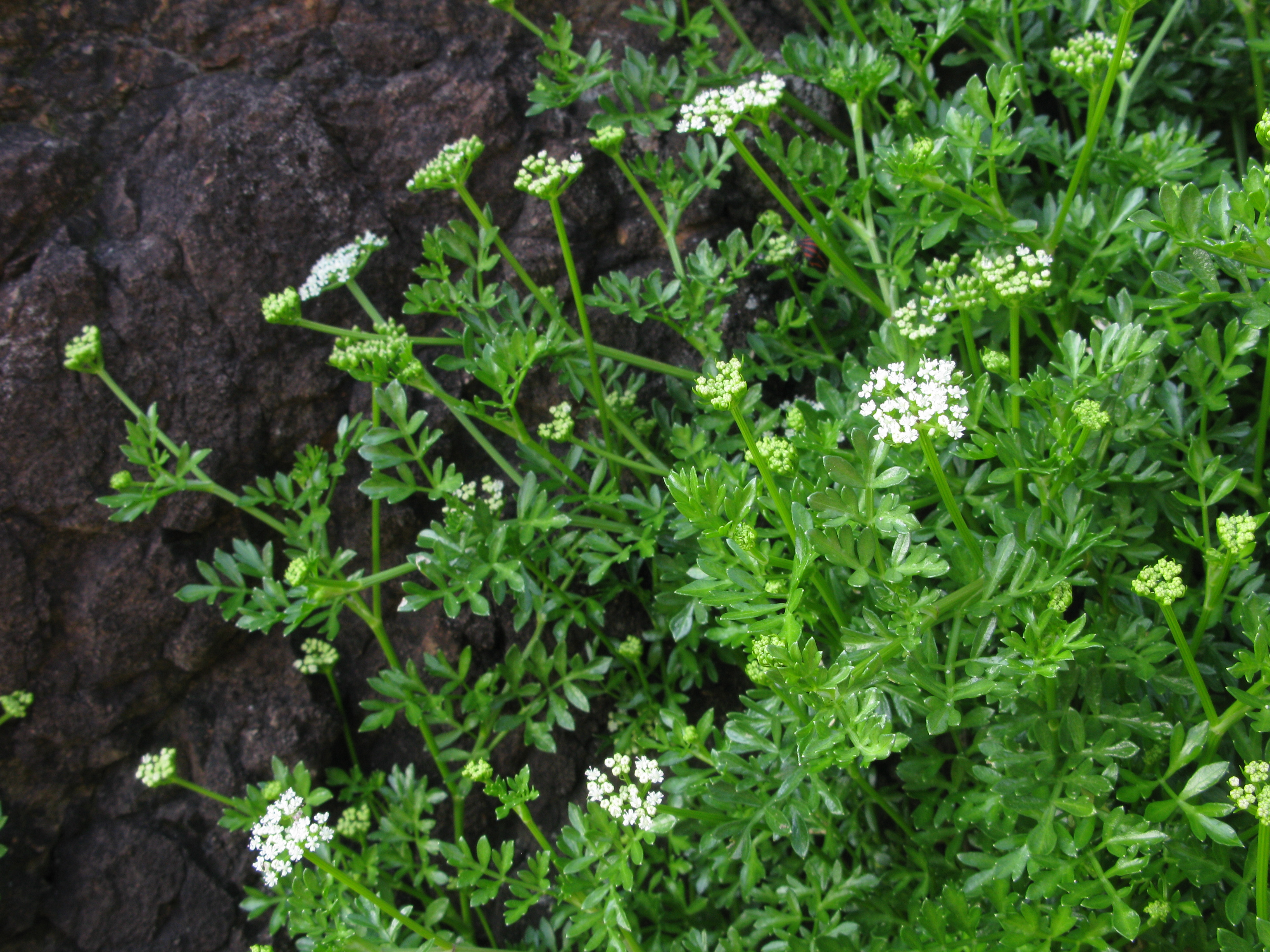
Cnidium japonicum

Die meisten Arten kommen an offenen Standorten wie auf Grasland, an Feldrändern oder an der Küste vor, wobei sie nicht allzu trockene Standorte vorziehen.

## Systematik
Die Gattung Cnidium wurde 1782 durch Pierre Cusson in Mém. Soc. Méd. Emul. Paris., Seite 280 aufgestellt.
Die Gattung Cnidium gehört zur Tribus Selineae in der Unterfamilie Apioideae innerhalb der Familie Apiaceae.
Die Gattung Cnidium ist mit etwa sechs bis elf Arten in den gemäßigten und kühleren Regionen Europas und Asiens verbreitet, je nach Auffassung der Gattung auch in Nordamerika. In Mitteleuropa sind nur Cnidium dubium und Cnidium silaifolium zu finden. In China kommen fünf Arten vor, eine davon nur dort.
Diese Verwandtschaftsgruppe wird kontrovers diskutiert. Ob eine klare Abgrenzung der Gattung der Brenndolden (Cnidium) zu nahe verwandten Gattungen, insbesondere zu den Silgen (Selinum) möglich ist, ist unklar. Von einigen Autoren wird deshalb eine Zusammenfassung der beiden Gattungen unter Selinum befürwortet. Wegen der unklaren Abgrenzung zu ähnlichen Gattungen enthält die Gattung je nach Auffassung des Autors sechs und etwa zwanzig Arten.
Cnidium-Arten (Auswahl):
- Cnidium bhutanicum M.F.Watson (Syn.: Cnidium atropurpureum M.F.Watson): Dieser Endemit kommt nur in Bhutan vor.
- Cnidium cnidiifolium (Turcz.) Schischk.: Sie ist auf der nördlichen Nordhalbkugel in Kanada, Alaska, Sibirien und in Russlands fernem Osten verbreitet.[2]
- Cnidium dauricum (Jacquin) Fisch. & C.A.Meyer: Sie ist China, Korea, Japan, in der Mongolei und Russland verbreitet.[1]
- Cnidium japonicum Miquel: Sie gedeiht an den Küsten Koreas, Japans und der chinesischen Provinz Liaoning.[1]
- Cnidium monnieri (L.) Cusson: Es gibt zwei Varietäten:
  - Cnidium monnieri var. formosanum (Y.Yabe) Kitagawa: Sie kommt nur in Taiwan vor.[1]
  - Cnidium monnieri (L.) Cusson var. monnieri: Sie ist Europa, Russland, Indien, Laos, Vietnam, Korea, in der Mongolei und in weiten Teilen Chinas verbreitet.[1] Ihre Samen werden als Medizin und als Aphrodisiakum verwendet.
- Cnidium salinum Turcz.: Sie kommt in Russland, in der Mongolei, in der Inneren Mongolei und in den chinesischen Provinzen Gansu, Hebei, Heilongjiang, Ningxia sowie Qinghai vor.[1]
- Silaublättrige Brenndolde (Cnidium silaifolium (Jacq.) Simonk.): Sie stammt aus dem Mittelmeerraum bis Vorderasien und ist in Mitteleuropa lokal eingebürgert.
- Cnidium sinchianum K.T.Fu (Syn.: Selinum sinchianum (K.T.Fu) C.Q.Yuan & L.B.Li): Dieser Endemit gedeiht an schattigen und feuchten Standorten nur im Xingjia Shan in der chinesischen Provinz Shaanxi.[1]

Nicht mehr zu dieser Gattung gehört:
- Ligusticum officinale (Makino) Kitag. (Syn.: Cnidium officinale Makino), eine Heilpflanze mit Heimat in Korea und Japan.[2]
- Gewöhnliche Brenndolde oder Sumpf-Brenndolde (Syn.: Cnidium dubium (Schkuhr) Thell.)